# Blovstrød IF
Blovstrød IF er en fodboldklub, der for tiden befinder sig i serie 2-rækken i DBUs turnering. Blovstrød IF har for nylig tilknyttet den tidligere professionelle fodboldspiller Kim Christensen som spillende træner.
| Fodbold | Spire Denne artikel om en dansk fodboldklub er en spire som bør udbygges. Du er velkommen til at hjælpe Wikipedia ved at udvide den. |